# Горак, Ярослав
Ярослав Горак (чеш. Jaroslav Horák; 31 марта 1922, Влчи Долы — 1994) — чехословацкий и чешский селекционер винограда. Один из выдающихся селекционеров и пионеров чехословацкого виноделия и виноградарства после Второй мировой войны.

## Биография
Родился 31 марта 1922 в деревне Влчи Долы (чеш. Vlčí Doly) возле Кромержижа. В 1951 году окончил Университет имени Менделя в Брно, где его учителем был Йозеф Блаха (чеш. Josef Bláha). 
После завершения учёбы он начал работу в винодельческий кооператив в Микулове, а затем в Валтицкий совхоз, где занимал должность руководителя центра разведения винограда.
C 1955 по 1959 год он занимал должность начальника селекционной станции винограда в Перне (чеш. Šlechtitelská stanice vinařská v Perné, сокращенно ŠS Perná).  С 1959 года он работал начальником селекционной станции винограда в Вельке Павловице (чеш. Šlechtitelská stanice vinařská v Velké Pavlovice, сокращенно ŠS Velké Pavlovice) до своего выхода на пенсию в 1982 году.
Умер в 1994 году.

## Выведение сорта винограда Андре
Основное достижение Ярослава, это выведение сорта Андре, входящего в десятку популярных красных технических (винных) сортов винограда в Моравии. 
Сорт был выведен в 1960 году на селекционной станции в Вельке Павловице скрещиванием сортов Блауфранкиш x Сен-Лоран. Уже в 1961 году началось разведение сорта, а в 1980 году сорт был зарегистрирован в Государственной сортовой книге Чехословакии. Виноград назван в честь Христиана Карла Андре.